# Amtsgericht Zeitz

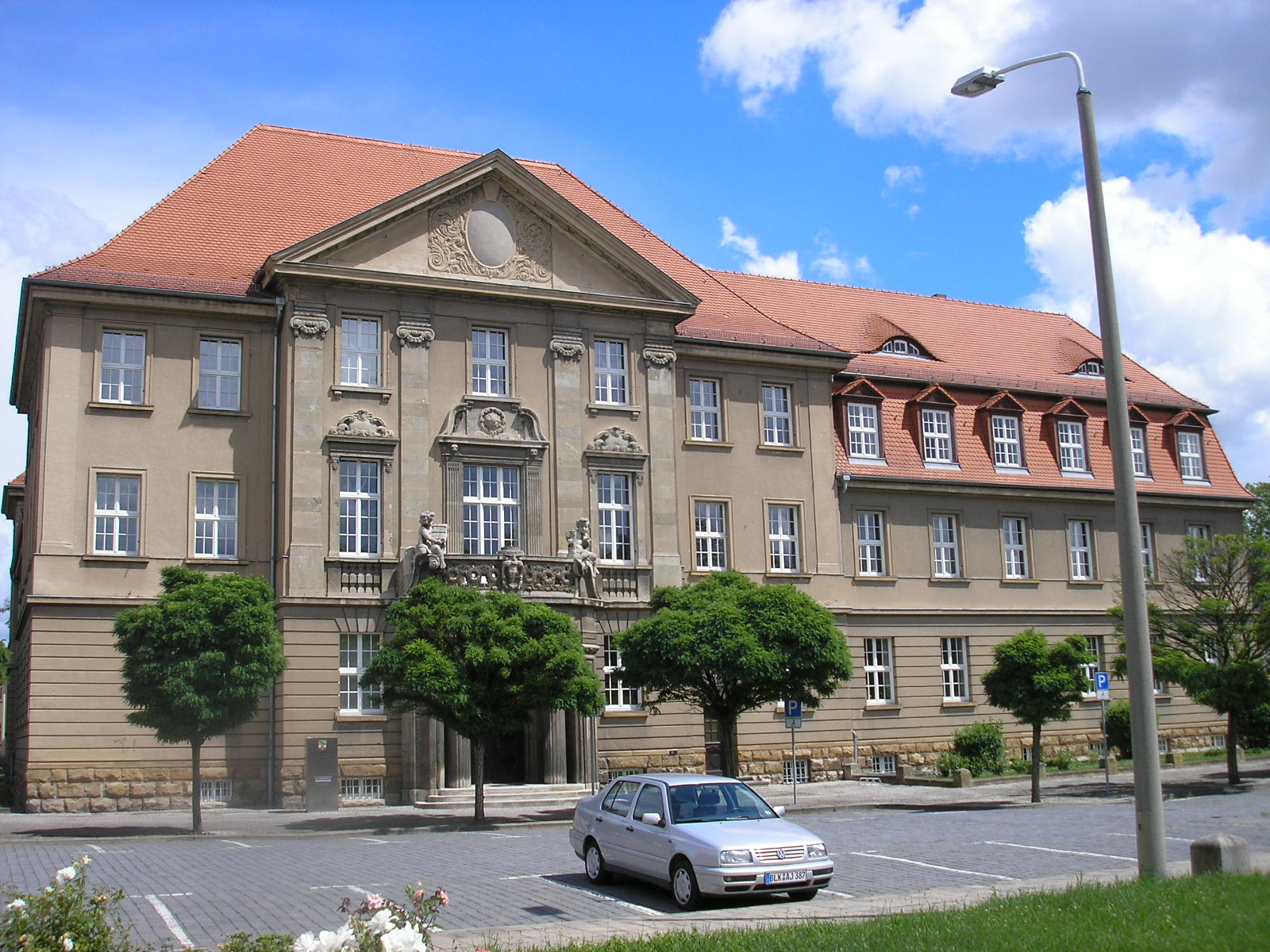
Das Gebäude des Amtsgerichtes (2007)

Das Amtsgericht Zeitz ist eines von drei Amtsgerichten (die anderen sind das Amtsgericht Naumburg und das Amtsgericht Weißenfels) im Burgenlandkreis (Sachsen-Anhalt).

## Gerichtssitz und -bezirk
Das Gerichtsgebäude am Herzog-Moritz-Platz in Zeitz wurde 1916 fertiggestellt. Es dient seit 1993 wieder ausschließlich der Justiz.
Der Gerichtsbezirk des Amtsgerichtes Zeitz umfasst folgende Gemeinden des Burgenlandkreises: Meineweh, Droyßig, Elsteraue, Gutenborn, Kretzschau, Osterfeld, Schnaudertal, Wetterzeube und die Stadt Zeitz.

## Übergeordnete Gerichte
Dem Amtsgericht Zeitz ist das Landgericht Halle unmittelbar übergeordnet. Das zuständige Oberlandesgericht hat seinen Sitz in Naumburg (OLG Naumburg).

## Geschichte
Seit 1849 bestand in Zeitz das königlich preußische Kreisgericht Zeitz, das zu dem Gerichtsbezirk des Appellationsgerichtes Naumburg gehörte. Im Rahmen der Reichsjustizgesetze wurden diese Gerichte 1879 aufgehoben. In Zeitz entstand stattdessen das Amtsgericht Zeitz, das nun zum Sprengel des Landgerichtes Naumburg gehörte. Sein Gerichtsbezirk umfasste den Landkreis Zeitz und die Amtsbezirke Gladitz und Theißen sowie Teile der Amtsbezirke Droyßig und Köttichau aus dem Landkreis Weißenfels.
Nach dem Zweiten Weltkrieg wurde das Landgericht Naumburg 1945 in der SBZ aufgehoben, und das Amtsgericht Zeitz kam zum Landgericht Halle. Im Jahre 1952 wurden in der DDR die Amtsgerichte aufgehoben und stattdessen Kreisgerichte gebildet. In Zeitz entstand das Kreisgericht Zeitz. Dieses war für den Kreis Zeitz zuständig und war dem Bezirksgericht Halle nachgeordnet. Nach dem Zusammenbruch der DDR wurden diese 1992 aufgehoben und das Amtsgericht Zeitz neu gebildet.

## Gerichtsgebäude
Am 29. Dezember 1912 wurde durch das preußische Justizministerium der Neubau des Amtsgerichtes auf dem Scheube-Brehm'schen Grundstück beschlossen. Baubeginn war im Oktober 1914. Das neue Gericht wurde in einer Bauzeit von nur 25 Monaten errichtet und am 1. November 1916 seiner Bestimmung übergeben. Das Gebäude ist in Größe und architektonischer Gestaltung ein für die Zeit um 1914 typischer preußischer Gerichtsbau in einer Mittelstadt. Es handelt sich um einen dreigeschossigen Putzbau mit L-förmigem Grundriss in neubarockem Stil mit hohem rustiziertem Sockelgesims und Kalksteingliederungen. Der Kernbau ist mit Mittelrisalit als Fassade zum Herzog-Moritz-Platz hin ausgerichtet. Innen befindet sich ein aufwendiges Vestibül mit opulentem Treppenhaus. Zum Portal gehören dorische Säulen mit einem Balkon. Auf der Balkonbrüstung befinden sich zwei Putten, einer mit Gesetzbuch und einer mit einem Aktenbündel im Arm; sie wurden von der Stadt Zeitz gestiftet. Mittig über dem Portal trägt die Balkonbrüstung eine Kartusche mit der Reliefdarstellung einer Waage als Symbol der Rechtsprechung.
Im Jahr 2004 wurde das Gebäude gründlich saniert. Im Jahr 2012 bekam es einen Aufzug. Beim Hochwasser 2013 stand das Wasser im Keller mannshoch. Im November 2016 wurde das einhundertjährige Gebäude-Jubiläum begangen.

## Ausstellungen
Im Gericht finden wechselnde Ausstellungen statt. Neben Foto- und Kunstausstellungen finden mitunter auch themenbezogene Ausstellungen statt (Justiz im Nationalsozialismus, An der Grenze erschossen).